# Calluga miantosoma
Calluga miantosoma är en fjärilsart som beskrevs av W. Warren 1907. Calluga miantosoma ingår i släktet Calluga och familjen mätare. Inga underarter finns listade i Catalogue of Life.